# Ruth Landes
Ruth Landes (1908-1991) foi uma antropóloga estadunidense. Formou-se pela Universidade Columbia, em Nova Iorque, influenciada por Franz Boas.
Ela foi uma pioneira nos estudos sobre as mães-de-santo do Candomblé em Salvador, mas foi perseguida e expulsa do Brasil durante suas pesquisas.

## Vida
Ruth Schlossberg nasceu em Manhattan, filha de imigrantes judeus russos. Seu pai era Joseph Schlossberg, co-fundador e secretário-geral de longa data da Amalgamated Clothing Workers of America.
Landes concluiu seu Bacharelado em Sociologia pela New York University em 1928, e o mestrado pela New York School of Social Work (atualmente, parte da Universidade Columbia) em 1929, antes de estudar para seu doutorado em antropologia na Universidade Columbia. Ela obteve seu título de doutora em 1935 sob a orientação de Ruth Benedict, uma pioneira no campo da antropologia e estudante de Franz Boas.
Em 1938, ganhou um contrato de pesquisa para estudar as relações raciais no Brasil. Viajou em abril daquele ano para o Rio de Janeiro e seguiu em fins de agosto para a Bahia, o seu objetivo. Em Salvador conheceu Edison Carneiro, que lhe apoiou em seus estudos, apresentando-a aos terreiros de candomblé e seus líderes. Em fevereiro de 1939 foi expulsa da Bahia pela polícia política, em razão da implicação com os cultos afro-brasileiros. Ainda demorou-se alguns meses no Rio de Janeiro, retornando depois aos Estados Unidos.

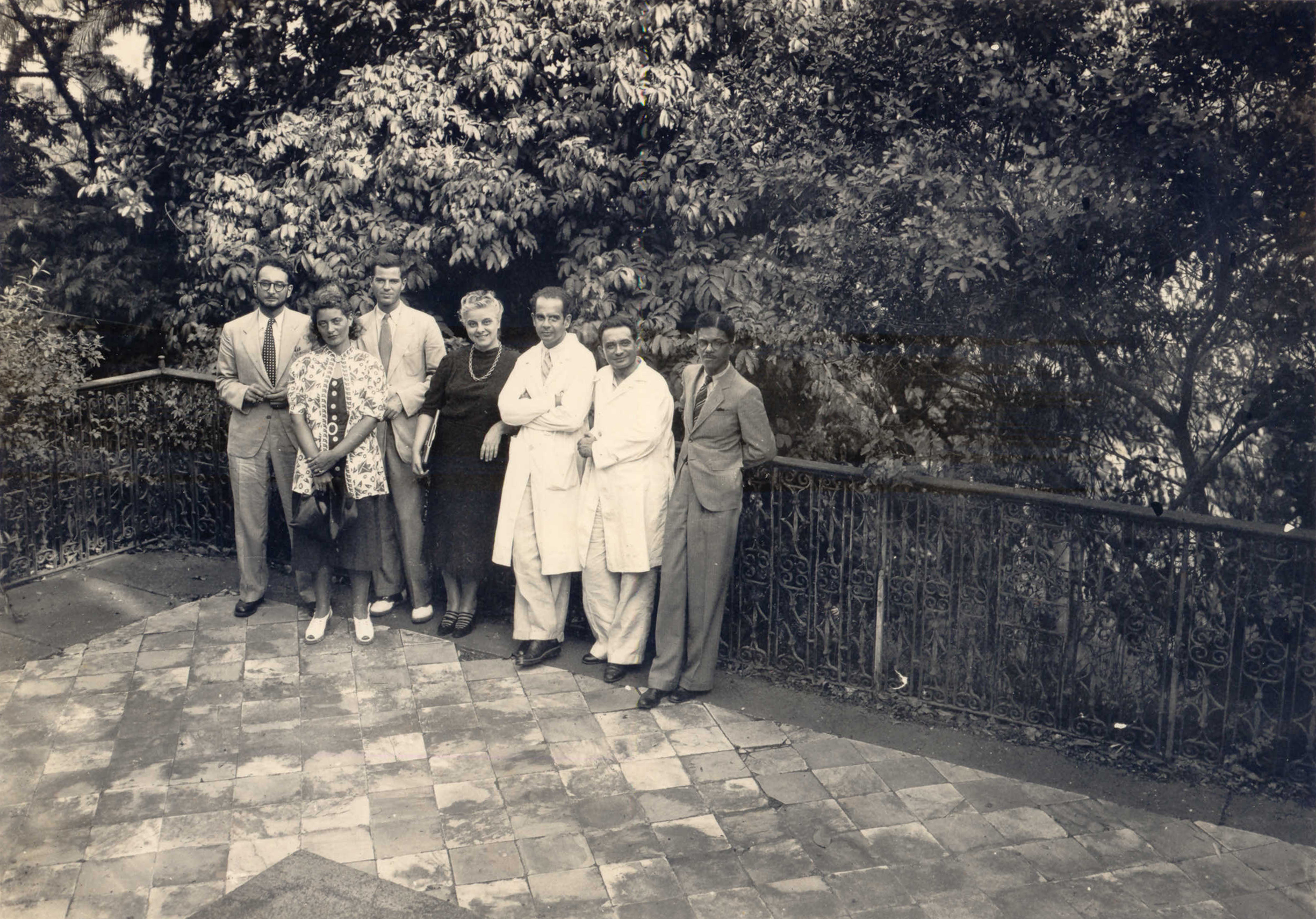
Ruth Landes e Lévi-Strauss em visita ao Museu Nacional.

Em 1939, ela se tornou uma pesquisadora do estudo de Gunnar Myrdal sobre os afro-americanos; em 1941, diretora de pesquisas do Escritório do Coordenador de Assuntos Interamericanos. Em 1941-1945, foi a representante para Assuntos Afro-Americanos e Mexicano-Americanos no Comitê de Práticas Justas de Emprego do presidente Franklin D. Roosevelt. Ao mesmo tempo, ela começou a estudar os Acadians of Louisiana.
Em 1948-1951, ela foi diretora de estudos da Comissão Judaica Americana em Nova York. Ela foi consultora de famílias judias de Nova York para Ruth Benedict's Research in Contemporary Cultures (1949-1951). Em 1950-1952, Landes estudou os problemas dos imigrantes de ascendência asiática e africana no Reino Unido. Durante 1946-1947 e novamente no final dos anos 1950 e início dos anos 1960, Landes morou na Califórnia e, por meio de várias assessorias, envolveu-se com o estudo da cultura hispânica / latina. Ao mesmo tempo, ela iniciou estudos transculturais sobre educação de minorias e os processos e efeitos do envelhecimento.
Em 1968, ela começou uma investigação sobre bilinguismo e biculturalismo que se desenvolveu a partir de seu interesse pelo nacionalismo de Quebec, no Canadá. O projeto a levou para a Espanha e Nevada para estudar os bascos, para a Suíça para examinar os quatro grupos de línguas lá e para a África do Sul para estudar a interação de africanos, falantes de inglês e africanos. Ela resumiu o interesse pelos Acadians of Louisiana em 1963.
Até 1965, as afiliações institucionais de Landes consistiam em nomeações de curto prazo. Além dos já citados, ela foi instrutora no Brooklyn College em 1937 e na Fisk University em 1937-1938. Ela foi professora na William Alanson White Psychiatric Institution em Nova York em 1953-1954 e na New School for Social Research em Nova York em 1953-1955. Ela foi professora visitante na University of Kansas em 1957 e na University of Southern California em 1957-1965. Em 1959-1962, foi professora visitante e diretora do programa de antropologia e educação da Claremont Graduate School. Ela foi professora de extensão na Columbia University e no Los Angeles State College em 1963, uma professora visitante na Tulane University durante os primeiros meses de 1964 e uma professora visitante na University of Kansas no verão de 1964. Sua associação com a McMaster University em Hamilton, Ontário, começou em 1965 e continuou depois de 1977 com sua nomeação como professora emérita.
Ruth Landes morreu em Hamilton (Ontário), no dia 11 de fevereiro de 1991, aos 82 anos. Seu último local de trabalho, a Universidade McMaster, instituiu o Prêmio Ruth Landes, concedido anualmente ao aluno que demonstrou desempenho acadêmico excepcional em antropologia. Além disso, o Ruth Landes Memorial Research Fund financia bolsas interdisciplinares em vários temas que foram de seu interesse durante sua carreira profissional e acadêmica. Seus documentos profissionais, fotografias e artefatos coletados no campo estão arquivados nos Arquivos Antropológicos Nacionais da Smithsonian Institution, em Washington, D.C..

## Realizações
Landes começou a pesquisar a organização social e as práticas religiosas de sujeitos marginalizados com sua tese de mestrado sobre judeus negros no Harlem. Buscando aprimorar sua análise desse grupo, ela contatou o professor Boas, que sugeriu que ela mudasse para o campo da antropologia. Landes mudou seu foco para os nativos americanos e entre 1932 e 1936, realizou trabalho de campo com o Ojibwa de Ontário e Minnesota, o Santee Dakota em Minnesota e o Potawatomi em Kansas. Usando suas anotações dessas viagens, Landes produziu um grande corpo de publicações.
Em 1947, publicou o seu livro City of Women (Cidade das Mulheres), obra dirigida a largo público, que toma a forma de um relatório de viagem e dialogo filosófico com Edison Carneiro. Composto por 248 páginas, a obra contém valiosa relação da vida popular e da estrutura de classes e de gêneros na Bahia de então. Landes ressalta o papel dirigente das mulheres no candomblé, ligando-o à maneira baiana de conceber os papéis e as virtudes dos homens e das mulheres.
O livro contém expressivos detalhes sobre personalidades como Edison Carneiro, Mãe Menininha do Gantois e o povo do Gantois (entre o qual destacam-se o casal Manoel da Silva, o chefe da bateria, e Zézé de Iansã), Martiniano do Bonfim; a mãe-de-santo de candomblé de caboclo Sabina (da Barra); uma descrição de capoeira em festa popular que vêm completar a descrição dada por Edison Carneiro em Negros Bantus (1938).

## Escritos
- «Cult Matriarchate and Male Homosexuality (facsimile)» (PDF). Vibrant – Virtual Brazilian Anthropology (em inglês). 7 (1). 2010[7][8][9]
- Fetish Worship in Brazil.” Journal of American Folklore 53.210(1940): 261–270.
- The City of Women. University of New Mexico Press, Albuquerque, 1947.[10][11]

- Ojibwa Sociology (1937)

- The Ojibwa Woman (1938) ISBN 0-8032-7969-8
- Culture in American Education: Anthropological Approaches to Minority and Dominant Groups in the Schools (1965)

- Latin Americans of the Southwest (1965)

- A cidade das mulheres (1967) (Portuguese translation of The City of Women.)

- The Mystic Lake Sioux: Sociology of the Mdewakantonwan Sioux (1968)

- Ojibwa Religion and the Midewiwin (1968)

- The Prairie Potawatomi: Tradition and Ritual in the Twentieth Century (1970)